# 5-lipooxigenasa
La araquidonato 5-lipooxigenasa o 5-lipooxigenasa (5-LO), es una enzima humana, miembro de la familia de lipooxigenasas con un peso molecular entre 72,000-80,000 y 672 o 673 aminoácidos. Su función es la de transformar a los ácidos grasos en leucotrienos y es uno de los más recientes enfoques farmacológicos para intervenciones en un variado número de enfermedades, incluyendo el asma.

## Bioquímica
Los sustratos y productos de los ácidos grasos esenciales y los leucotrienos producidos por la 5-LO incluyen:
- Ácido araquidónico (AA) produce la serie 4 de leucotrienos: LTB4, LTC4, LTD4, LTE4 — generalmente de naturaleza proinflamatoria.
- Ácido eicosapentaenoico (EPA) produce la serie 5 de leucotrienos (LTB5, LTC5, LTD5, LTE5 — todos  antiinflamatorios.
- Ácido gama-linolénico (GLA via el intermediario ácido dihomo-gama-linolénico) no produce leucotrienos, pero inhibe la conversión del AA.

La 5-LO es activada por la proteína activadora de la 5-lipoxigenasa (FLAP).

## Funciones
Estimulada por el incremento en las concentraciones de calcio—y probablemente ATP—, la 5-LO cataliza la oxidación del AA en la posición 5 produciendo el ácido 5-hidroxiperoxieicosatetraenoico (5-HPETE). Luego, el 5-LO convierte al 5-HPETE al leucotrieno A4.

Síntesis de Eicosanoides.

Dos otras lipooxigenasas, la 12-LO (presente en plaquetas) y la 15-LO, actúan en las posiciones 12 y 15, produciendo 12- y 15-HPETE. Estas rutas metabólicas producen lipoxinas.

## Importancia clínica
El 5-LO es blanco de investigaciones farmacéuticas en las coronariopatías. Se ha demostrado que ciertos individuos con el alelo variante para el 5-LO se encuentran con riesgos elevados de una enfermedad coronaria. El 5-LO se expresa en células del cerebro y pueden participar en trastornos neuropatológicos.
Las mutaciones en la región promotor de este gen conlleva a una respuesta disminuida a medicamentos antileucotrienos usados en el tratamiento del asma y pueden estar asociados a la arteriosclerosis y ciertas formas de cáncer. Se han observado variantes de transcripción empalmadas alternativamente, pero no se ha determinado su naturaleza completa.

### Inhibidores de la 5-LO
Por razón de que los leucotrienos son importantes en la etiología de los síntomas patológicos del asma, los inhibidores de la 5-LO fueron producidos como tratamiento de esa enfermedad. El único inhibidor de la 5-LO producido comercialmente para el tratamiento humano del asma es el zileutón.
La minociclina, aunque es principalmente usado como antibiótico tetraciclina, es también un inhibidor de la 5-LO. Se ha indicado para trastornos reumáticos y la artritis reumatoidea.